# ماركوس أنتينيو ماسيدو
ماركوس أنتينيو ماسيدو (بالبرتغالية: Marcos Antônio Macedo‏) (مواليد 9 سبتمبر 1990) هو سبّاح برازيلي، مثّل بلاده في الألعاب الأولمبية الصيفية 2016.

## روابط خارجية
ماركوس أنتينيو ماسيدو على موقع الاتحاد الدولي للسباحة (الإنجليزية)
- ماركوس أنتينيو ماسيدو على موقع SwimRankings.net (الإنجليزية)
- ماركوس أنتينيو ماسيدو على موقع اللجنة الأولمبية الدولية (الإنجليزية)
- ماركوس أنتينيو ماسيدو على موقع أوليمبيديا (الإنجليزية)
- ماركوس أنتينيو ماسيدو على موقع اللجنة الأولمبية البرازيلية (البرتغالية)